# Charltona bivitellus
Charltona bivitellus là một loài bướm đêm trong họ Crambidae.